# (13480) Potapov
(13480) Potapov est un astéroïde de la ceinture principale.

## Description
(13480) Potapov est un astéroïde de la ceinture principale. Il fut découvert le 9 août 1978 à Nauchnyj par Nikolaï Tchernykh et Lioudmila Tchernykh. Il présente une orbite caractérisée par un demi-grand axe de 2,23 UA, une excentricité de 0,22 et une inclinaison de 5,3° par rapport à l'écliptique.

## Compléments